# Grad-spavaonica
Grad-spavaonica je naziv za grad u kojem nema gotovo nikakva drugog sadržaja osim što njegovi stanovnici u njemu stanuju. Sve ostale aktivnosti su im u drugom naselju. Vrlo je malo uslužne i industrijske aktivnosti osim malobrojnih maloprodajnih gospodarskih subjekata. Stanovnici uglavnom rade u drugim obližnjim gradovima, kulturne i zabavne sadržaje konzumiraju u obližnjim gradovima čija je spavaonica. Ovakva naselja obično nastanu zbog toga što su komercijalni sadržaji istisnuli stambene u gravitirajućem gradu, pa su stambena naselja nastala na čistinama u susjedstvu ili u obližnjim gradićima, mjestima i selima gdje je bilo dovoljno prostora pa su dobila nove stambene blokove s pratećim stambenim sadržajima: stambeni objekti, parkirališta, parkovi i slično. Mala naselja odjednom zabilježe velike valove doseljavanja, a broj župa poraste.
Približni primjer ovakvog naselja u Hrvatskoj je Velika Gorica, "velika spavaonica Zagreba", malo naselje kojoj je naglo narastao broj stanovnika između dvaju popisa te je postala šesti po veličini grad u Hrvatskoj, a čiji stanovnici većinom rade u Zagrebu. Pola stanovnika svakodnevno putuje na školovanje i posao u Zagreb, a upravno je do 1995. bila posve podređena Gradu Zagrebu. 1995. godine je izborila gradsku samostalnost. Ipak, vremenom sva ovakva naselja od spavaonice postanu nešto više. Primjer Velike Gorice, koja osim mjesta noćenja je postala mjesto u koji ljudi dolaze uživati u ljepotama turopoljskoga kraja, kulturnoj baštini starog naselja i ruralnoga okruženja koje se nije posve stopilo s gradskim mentalitetom.